# فورد، ساسکس غربی
فورد (به انگلیسی: Ford) یک روستا و محله مدنی در بریتانیا است که در Arun واقع شده‌است. فورد ۴٫۰۸ کیلومتر مربع مساحت و ۱٬۶۹۰ نفر جمعیت دارد.